# Hialócito
Os hialócitos, também chamados células vítreas, são células do corpo vítreo do olho, o qual se caracteriza pela cavidade cheia de gel transparente (humor vítreo) no espaço entre o cristalino e a retina do olho. Os hialócitos ocorrem na parte periférica do corpo vítreo, e podem produzir ácido hialurónico e colagénio, que passam ao humor vítreo e formam fibrilas de colagénio ligadas com a hialurona. Os hialócitos são células com forma estrelada com um núcleo oval.
O desenvolvimento do corpo vítreo no embrião ocorre em três fases: primária, secundária e terciária. Durante a fase primária, que tem lugar entre as semanas 3 e 6, os componentes básicos começam a formar-se a partir da capa das células embrionárias do mesénquima. Os hialócitos provavelmente desenvolvem-se a partir do vítreo primário vascular.